# Пагода Чанкуок
Пагода Чанкуок (вьет. Chùa Trấn Quốc, тьы-ном 鎭國寺, тюа чан куок) — старейшая пагода Ханоя. Построена в VI веке, во времена правления Ли Нам Де, перестроена в XVII веке, прошла капитальный ремонт в 1815 году. Расположена на острове Западного озера, самого большого пресного озера Ханоя.
Считалась центром буддизма в Тханлонге, при династии Ле и династии Чан, сегодня является священным местом для буддистов, также пагоду посещают вьетнамские и иностранные гости.

## История
Во время правления императора Ли Нам Де (544—548), пагода была первоначально построена на берегу Красной реки в районе села Хоа (в настоящее время между кварталом Фу Йен и районом Чан Ву Тай Хо). Храм был назван Кхай Куок (Khai Quoc), в XV веке он назывался Тхай Тонг (Thai Tong), а в Чанкуок был переименован в XVII веке императором Ле Хи Тонгом. В 1615 году из-за боязни затопления пагоды водами Красной реки, правительство решило перенести весь храм на остров Золотой рыбы (Kim Ngu), в Восточном озере. К пагоде через озеро можно дойти по деревянной дорожке, построенной в 1620 году.
Пагода была восстановлена и расширена во время правления Ле Хи Тонга в 1639 году.
В 1813 году началось восстановление разрушенного храма, а закончилось в 1815 году.
Пагода представляет собой 15-метровую ступу, состоящую из 11 этажей. На каждом этаже внутри стоит статуя Будды Амитабхи. За молельным залом находятся десять усыпальниц и колокольня. В пагоде хранятся несколько ценных статуй, среди которых золотая статуя Будды Шакьямуни и множество старинных стел.
Пагоду окружает большой сад.
В 1989 году пагода была признана историческим памятником вьетнамской национальной культуры.
В 2019 году журнал National Geographic включил пагоду Чанкуок в список 10 красивейших буддийских святынь мира.

## Посетители
- Во время правления короля Ли Нян Тонга, королева И Лан несколько раз посещала пагоду в сопровождении монахов.
- В 1639 году Чинь Чанг, князь Чинь, отремонтировал храм и превратил его в место поклонения.
- В 1821 году король Минь Манг посетил храм и дал денег на ремонт.
- В 1842 году император Тхьеу Чи посетил храм и принёс в дар золото и серебро[2].
- 24 марта 1959 — первый президент Индии Раджендра Прасад посетил храм и посадил дерево бодхи. Росток был взят от священного дерева Бодхи, возле которого 25 столетий назад медитировал Будда[3].
- 28 ноября 2008 — президент Индии Пратибха Патил.
- 31 октября 2010 — президент России Дмитрий Медведев[4].